# Kapitalismus Jetzt
Kapitalismus Jetzt ist ein Album der deutschen Rapper Hiob und Morlockk Dilemma. Es erschien am 28. Februar 2014 über das Label MOFO Airlines.

## Titelliste
1. Schöne neue Welt – 3:59
2. Delirium Tremens – 3:27
3. Kapitalismus Jetzt – 3:22
4. Gevatter – 3:50
5. Kettenbrief – 2:41
6. Heutzutage – 3:14
7. Mutterliebe – 3:13
8. Eskapaden – 3:43
9. Papierflieger (feat. Retrogott und Sylabil Spill) – 3:51
10. Tag Ein Tag Aus – 3:06
11. Weltenbrand – 3:31
12. Gottesfurcht – 3:14
13. Lächel nochmal für mich (feat. Flo Mega) – 2:58
14. Nur ein Stift – 3:20
15. Notarzt – 2:09
16. Fenster zur Welt – 3:33
17. Sekt – 3:11
18. Mojow Air – 3:09
19. Zur Sonne zur Freiheit – 3:54

## Rezeption

### Kritik
Die E-Zine Laut.de bewertete Kapitalismus Jetzt mit vier von möglichen fünf Punkten. Aus Sicht des Redakteurs Sebastian Hüfing ziehe sich das „dystopische und misanthropische Weltbild“ der beiden Rapper wie ein „roter Faden durchs Album“, wodurch Kapitalismus Jetzt „alles andere als leicht verdauliche Rap-Kost“ darstelle. Neben gesellschaftskritischen Stücken wie das Titellied, das ein „ironisch-beißender Kommentar“ zu dem „im Zuge der Finanzkrise unbeliebt gewordenen Raubtierkapitalismus“ sei, finden sich auch zahlreiche „Storyteller“ wie Fenster zur Welt auf der Veröffentlichung. Des Weiteren enthalte Kapitalismus Jetzt Battle-Rap-Songs, die sich „stärker von der finsteren Atmosphäre“ abheben, aber „textlich gesehen relativ traditionell“ bleiben. Zusammengefasst wirke das Album „wie aus einem Guss“, biete jedoch über „die volle Distanz […] etwas zu wenig Abwechslung, um als das von vielen erwartete Meisterwerk durchzugehen.“

### Bestenliste
In der Liste der besten „Hip Hop-Alben des Jahres“ 2014 von Laut.de wurde Kapitalismus Jetzt auf Rang 12 platziert. Aus Sicht der Redaktion habe sich das fünfjährige Warten auf den Nachfolger zu Apokalypse Jetzt gelohnt. Kapitalismus Jetzt überzeuge mit „kreativen Beats und so kompromisslosen wie intelligenten Raps.“

## Remix-Album
Am 27. Februar 2015 wurde ein Remix-Album zu Kapitalismus Jetzt unter dem Titel Kannibalismus Jetzt veröffentlicht. Anfang Januar war dazu bereits das Lied Primae Noctis erschienen.